# Björnert-Kliffs
Die Björnert-Kliffs sind eine Reihe vereister Felsenkliffs an der Hobbs-Küste des westantarktischen Marie-Byrd-Lands. Sie ragen entlang der Nordseite der McDonald Heights zwischen dem Hanessian Foreland und dem Gebirgskamm Hagey Ridge auf und fallen abrupt von der Gipfelhöhe bei 800 m auf eine Höhe von 400 m an der Basis ab.
Luftaufnahmen der Formationen entstanden bei der United States Antarctic Service Expedition (1939–1941). Der United States Geological Survey nahm anhand eigener Vermessungsdaten und Luftaufnahmen der United States Navy zwischen 1959 und 1965 eine Kartierung vor. Das Advisory Committee on Antarctic Names benannte die Kliffs im Jahr 1974 nach Rolf P. Björnert, Mitarbeiter des Polarprogramms der US-amerikanischen National Science Foundation, der als Projektmanager für die Forschungsstationen in der Antarktis tätig war.